# 韦莱斯科
韦莱斯科（法語：Vellescot，法語發音：[vɛlɛsko]）是法国勃艮第-弗朗什-孔泰大区贝尔福地区省的一个市镇，位于该省南部偏东，属于贝尔福区和南地区市镇公共社区。

## 地理
韦莱斯科（47°34'21"N, 7°0'50"E）面积3.55 平方千米，位于法国勃艮第-弗朗什-孔泰大區贝尔福地区省，该省份为法国东北部内陆省份，东临上莱茵省，北起孚日省，西接上索恩省，南与杜省和瑞士接壤。
与韦莱斯科接壤的市镇（或旧市镇、城区）包括：大沙瓦讷、博龙、布列塔尼、弗洛里蒙、格罗讷。

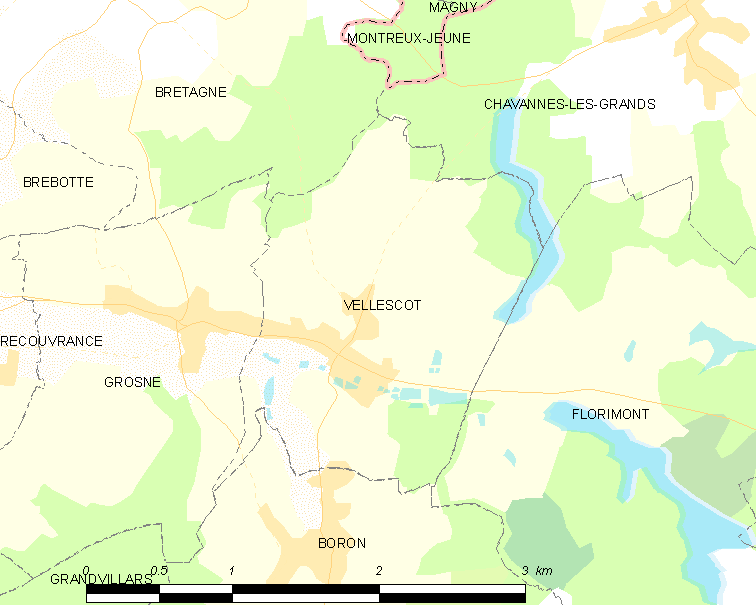
韦莱斯科的OSM定位图

韦莱斯科的时区为UTC+01:00、UTC+02:00（夏令时）。

## 行政
韦莱斯科的邮政编码为90100，INSEE市镇编码为90101。

## 政治
韦莱斯科所属的省级选区为格朗维拉尔县。

## 人口

1962-2008年间韦莱斯科人口变化图示

韦莱斯科于2022年1月1日时的人口数量为250人。